# ولاية الكامل والوافي
الكامل والوافي هي إحدى ولايات المنطقة الشرقية في  سَلْطَنَة عُمان  وتضم مدينتين رئيسيتين وهما مدينة الكامل ومدينة الوافي. تجاورها شمالاً ولاية وادي بني خالد، وغرباً ولاية بدية، وجنوباً جعلان بني بو حسن، وشرقاً ولاية صور.
تشتهر الكامل والوافي بالإفلاج وزراعة النخيل

## السكان
يبلغ عدد سكان ولاية الكامل والوافي 22 ألفا و816 نسمة حيث يبلغ عدد العمانيين 18 ألفا و701 نسمة بينما يبلغ عدد الوافدين 4 آلاف و115 نسمة حسب إحصاءات تعداد 2010  ينتشرون في حوالي 40 قرية ومدينة بها حوالي 80 قلعة.

## المعالم الأثرية
توجد في ولاية الكامل والوافي مجموعة من القلاع والحصون والمساجد الأثرية.أبرزها متحف الحصن القديم، وحصن الشيخ حليس بن خادم، وقلعة المشائخ اولاد سعيد بن راشد، والمسجد الجامع في مدينة الوافي، و جامع الشريعة في الكامل والذي أنشأته وزارة العدل والأوقاف والشئون الدينية، إضافة إلى مساجد قرية سيق وسبت وعدد من المساجد الأخرى في مختلف أنحاء الولاية ومقابر سبت وبيوت الطين والاسواق في أنحاء الولاية والإفلاج وابرزها فلج الكامل وفلج الوافي وهي من اعذب الإفلاج في عمان·

## المعالم الطبيعية
تتميز ولاية الكامل والوافي بوجود عدد من المواقع الطبيعية التي تتمتع بالمياه الجارية، وتثمل معالم سياحية مهمة. من بينها :قرية سبت– قرية سيق – الباطن– مزرع – محمية السليل –قرية طهوة – وادي لا – حصيبه. وتعتبر العيون الطبيعية من المعالم السياحية أيضاً، وأهمها : عين الرسة – عين فلج يستن – عين فلج سمود – إضافة إلى عدد من العيون التي تنشأ مصاحبة للأمطار الغزيرة عند سقوطها على الولاية. وأيضا توجد بها المنتزهات الطبيعية: مثل قريه سبت، طوي عاشه، مرخه، وسيح الصلب (قريه سبت) وسيح الفلوس.

## الحرف والصناعات التقليدية
ويوجد بها عدد من الحرف والصناعات والفنون التقليدية. فمن الحرف : الغزل وحياكة الملابس – سروج الخيل وزانة الإبل والأحزمة – صياغة الخناجر والسيوف – تربية الماشية والرعي.ومن الصناعات : صناعة الأبواب الخشبية – النوافذ – المنابر – ودواليب الملابس والأسرة.وإلى جانب هذه الصناعات الخشبية توجد الصناعات الفخارية مثل : الجرير – الأكواز – الخروس. وصناعة المنسوجات، مثل : سروج الخيل والإبل – الملابس الرجالية والنسائية والمناديل، إضافة إلى صناعة الطابوق.

## الخدمات الحكومية
وتتعدد معالم النهضة الحديثة في ولاية الكامل والوافي التي برزت خلال سنوات النهضة المباركة من عهد الخير والنماء في ظل جلالة السلطان قابوس. ففي مجال الخدمات التعليمية، هناك 10 مدارس متنوعة ما بين البنين والبنات، وهي تغطي المراحل التعليمية الثلاث. كما تنتشر المراكز والمكاتب الحكومية التي تمارس مسؤلياتها في توفير كافة الخدمات الضرورية للمواطنين هناك.
وتوجد بها المكتبات مثل مكتبة الكامل ومكتبة الوافي ومكتبة ضياء المعرفة ومكتبة الكوفة.

## وصلات خارجية ومصادر
- المنطقة الشرقية